# Magdalena Moskwa
Magdalena Moskwa (* 1967) je polská výtvarnice, zabývá se malbou, fotografií, vyšíváním, tvoří předměty - oděvy v podobě soch a uměleckých předmětů. V roce 1996 absolvovala PWSSP v Lodži (Akademii výtvarného umění Władysława Strzemińského v Lodži).

## Tvorba
Věnuje se malbě odkazující především na klasický psychologicky prohloubený portrét ženy, avšak narušovanou charakteristickými barvami odkazujícími na barvu bledé lidské kůže a aktuální duchovní poselství. V jejích obrazech je tělo místem ducha („schránka duchů“).
V roce 2004 plátno nahradila křídou na desce, což autorce umožňuje reliéfně rozvinout povrch s cílem zprostředkovat iluzi pulsace, měkkosti, tělesného tepla, pronikání do obrazu, instalace drobných předmětů, vlasů, membrány, iluze povlaků a orgánů. „(...) prostřednictvím tohoto gesta autorka reálně a symbolicky ztotožňuje obraz s tělem.
Umělkyně také vytváří předměty-oděvy v podobě zdeformovaných „mentálních“ kombinéz, tuhých kaftanů, brnění, které tělo chrání i vězní.
Umělec spolupracuje s galerií Lokal_30 ve Varšavě.

## Ocenění
V roce 2015 získala cenu Garanti kultury v kategorii Umění, kterou uděluje televizní stanice TVP Kultura.
Je laureátkou Ceny Jana Cybise pro rok 2020.